# Banjo Paterson
Pour les articles homonymes, voir Paterson.
Œuvres principales
- Waltzing Matilda
- The Man From Snowy River
- Clancy of the Overflow

Andrew Barton « Banjo » Paterson (17 février 1864 – 5 février 1941) est considéré comme l'un des plus grands poètes et écrivains d'Australie. Comme Henry Lawson, il était correspondant du magazine The Bulletin. Il fut correspondant de guerre pendant la guerre des Boers, et en France pendant la Première Guerre mondiale.

## Biographie
En 1890, il écrit The Man From Snowy River, le poème folklorique le plus populaire d'Australie. La poésie de Paterson est connue pour son romantisme et célébrer la vie des champs.
En 1895, sur une mélodie autre que celle que nous connaissons actuellement, Banjo a écrit les paroles de Waltzing Matilda. Waltzing Mathilda est l'une des chansons folkloriques australiennes les plus connues, au point qu'elle a été proposée comme hymne national et est souvent considérée comme telle par les non-Australiens. En Australie, son statut d'hymne n'est pas officiel mais elle a de farouches partisans.
Son effigie figure sur le billet de dix dollars australiens.

## Adaptations cinématographiques majeures de ses pièces
- L'Homme de la rivière d'argent (The Man From Snowy River), George Miller, avec musique par Bruce Rowland, 1982
- La Saga des McGregor (The Man From Snowy River / The McGregor Saga / Banjo Paterson), série télévisée australienne de 64 épisodes (de 1993 à 1996)